# Podkočna
Podkočna (IPA: [pɔˈtkoːtʃna]) è un insediamento (naselje) di 54 abitanti, della municipalità di Jesenice nella regione statistica dell'Alta Carniola in Slovenia.